# Kattmat

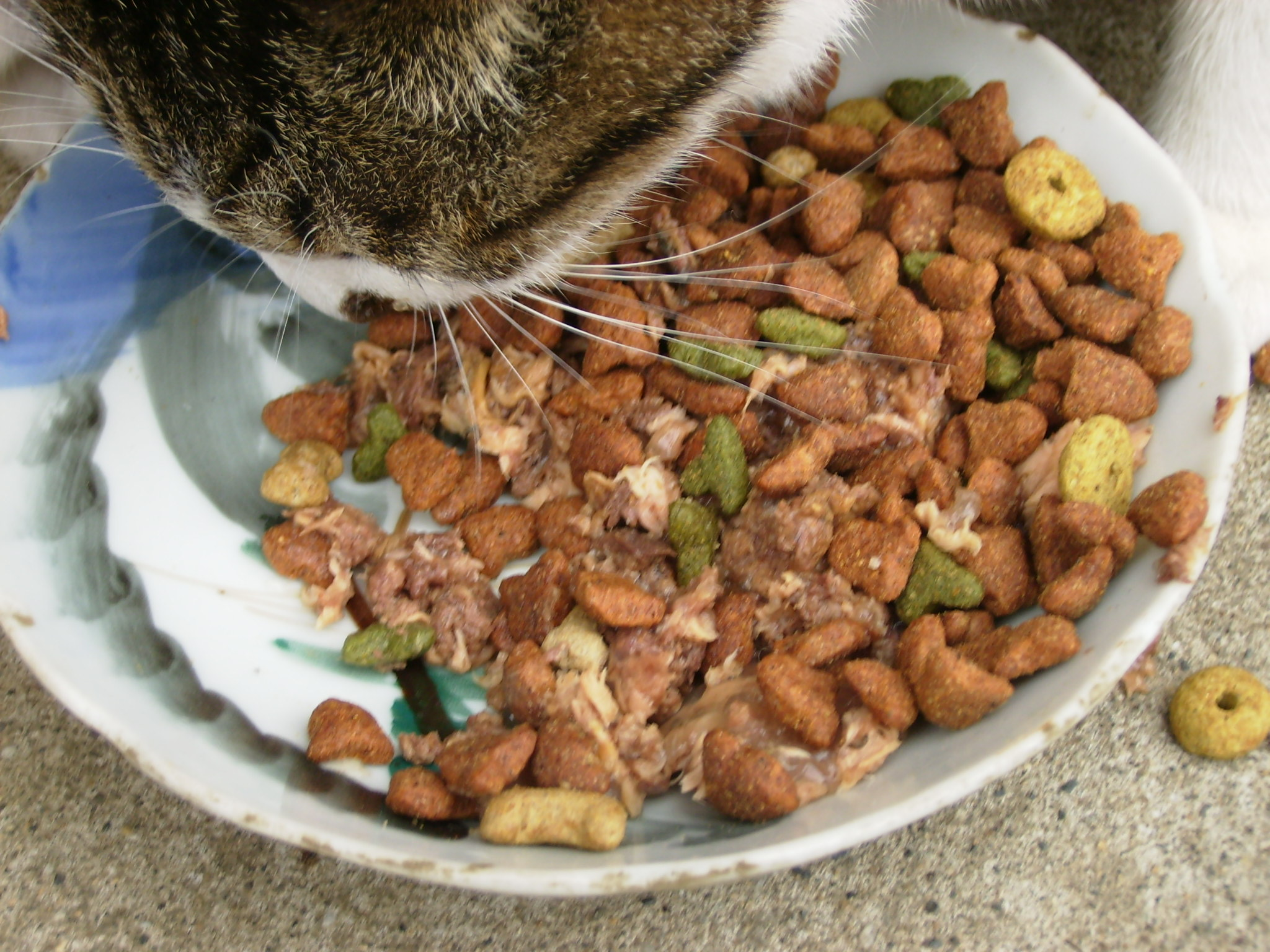
Katt som äter torrfoder.

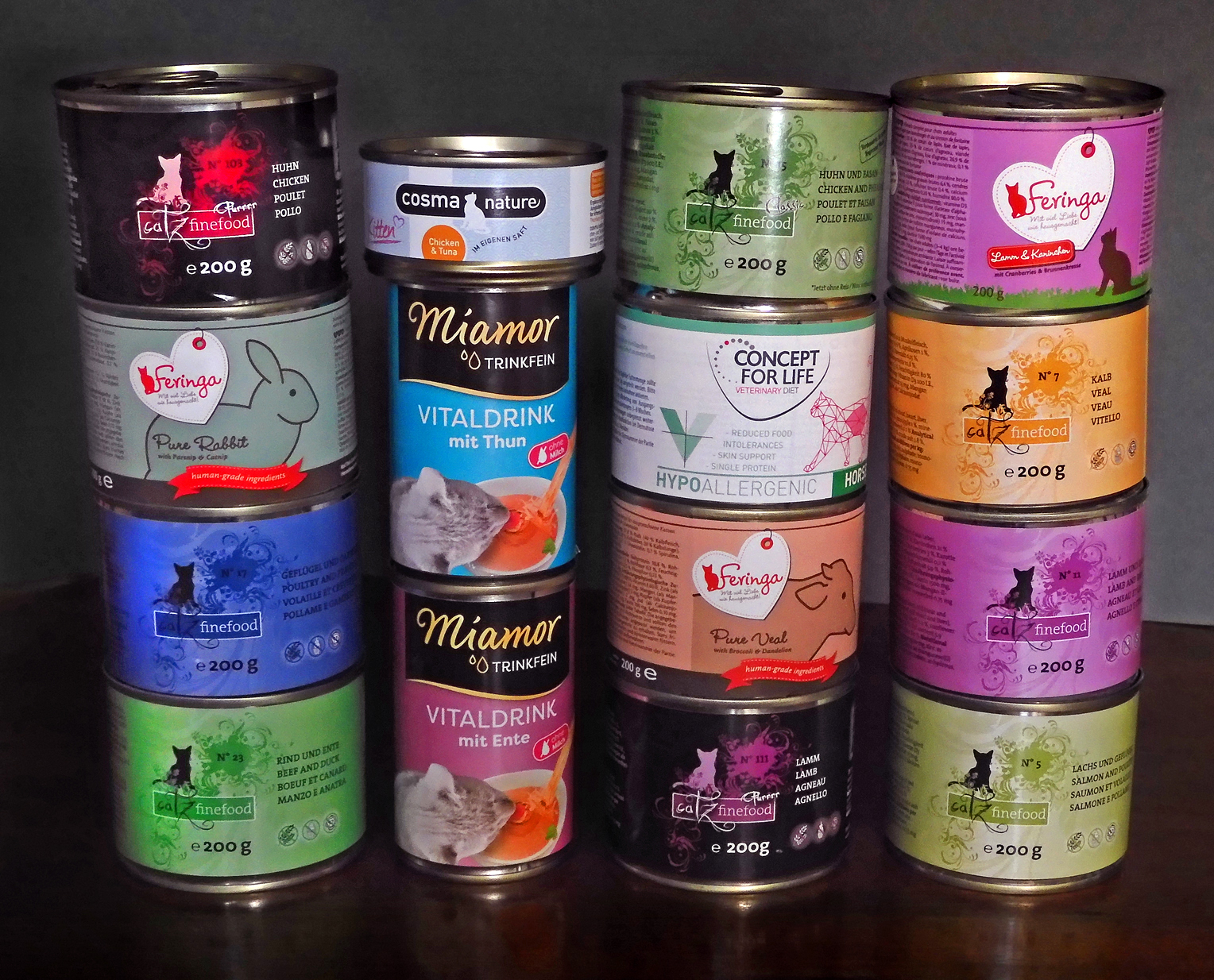
Diverse olika sorters kattmat på burk.

Kattmat är ett djurfoder avsett att konsumeras av katter. Eftersom katter är köttätare, är kommersiell kattmat oftast berikad med extra näringsämnen. Ett av de viktigaste är aminosyraderivatet taurin, då katter inte kan syntetisera substansen. Katter som endast matas med taurinfattig hundmat kan utveckla retinal degeneration som kan resultera i blindhet.
Energibehovet för vuxna katter varierar mellan 60 och 70 kcal/kg kroppsvikt per dag för inaktiva katter till 80–90 kcal/kg kroppsvikt för aktiva katter. Kattungar behöver vid fem veckors ålder 250kcal/kg kroppsvikt. Behovet minskar med åldern, till 100kcal/kg vid 30 veckor och tills katten nått en vuxens behov vid runt 50 veckor.
Kommersiell kattmat finns i olika former som ser olika ut; det finns både som torrfoder och våtfoder på burk. Det är också vanligt att katter äter andra former av animalisk föda, till exempel mat som egentligen är avsedd för människor. Det är inte ovanligt att katter föredrar människoföda framför kommersiell kattmat. Många katter äter även till viss del mat som de fångat själva, främst möss och småfåglar.
Vanlig mjölk kan man bara ge till vissa katter, eftersom en del inte kan smälta mjölksockret och kan få diarré, men det finns särskild kattmjölk att köpa. Däremot tycks katter och kattungar tåla getmjölk bra.